# Фризенхайм (Рейнхессен)
Фризенхайм (нем. Friesenheim) — община в Германии, в земле Рейнланд-Пфальц.
Входит в состав района Майнц-Бинген. Подчиняется управлению Нирштайн-Оппенхайм. Население составляет 668 человек (на 31 декабря 2010 года). Занимает площадь 3,47 км².